# Windows 8.1
Windows 8.1 (с кодово наименование „Син“) е ъпгрейд за Windows 8 – компютърна операционна система, издадена от Microsoft. Първоначално представен и пуснат като публична бета версия през юни 2013 г., той е пуснат в производство на 27 август 2013 г. и достигна общодостъпност на 17 октомври 2013 г. почти година след продажбата на своя предшественик. Windows 8,1 е на разположение безплатно за копия на дребно на потребители на Windows 8 и Windows RT чрез Windows Store. За разлика от сервизните пакети на предишни версии на Windows, потребителите, които са получили Windows 8 извън копия на дребно или предварително инсталирани инсталации (т.е. лицензиране на обем), трябва да получат Windows 8.1 чрез нови инсталационни носители от съответния абонаментен или фирмен канал. Политиката на Microsoft за поддръжка на жизнения цикъл третира Windows 8.1 подобно на предишните сервизни пакети на Windows: Тя е част от жизнения цикъл на поддръжка на Windows 8 и необходимостта от инсталиране на Windows 8.1 е необходима за поддържане на достъп до поддръжката и актуализациите на Windows след 12 януари 2016 г. За разлика от предишните сервизни пакети, Windows 8.1 не може да бъде придобит чрез Windows Update.
Издаден като част от промяна от страна на Microsoft към редовни годишни актуализации за своите софтуерни платформи и услуги, Windows 8.1 има за цел да отговори на оплакванията на потребителите и рецензенти на Windows 8 при стартирането. Видимите подобрения включват подобрен начален екран, допълнителни екрани, допълнителни пакетни приложения, по-строга интеграция на OneDrive (по-рано SkyDrive), Internet Explorer 11, обединена система за търсене с Bing, възстановяване на видим бутон „Старт“ в лентата на задачите и възможност за възстановете предишното поведение на отваряне на работния плот на потребителя при влизане вместо в началния екран. Windows 8.1 също така добави поддръжка за такива нововъзникващи технологии като дисплеи с висока разделителна способност, 3D печат, Wi-Fi Direct и Streaming Miracast, както и файловата система ReFS.
Windows 8.1 получи смесено приемане, въпреки че е по-позитивен от Windows 8, като критиците възхваляват разширената функционалност на приложенията в сравнение с 8, интегрирането на OneDrive заедно с промените в потребителския интерфейс и добавянето на разширени уроци за работа с интерфейса на Windows 8. Въпреки тези подобрения, Windows 8.1 все още е критикуван, че не е обърнал внимание на всички отклонения от Windows 8 (например лошото ниво на интеграция между приложенията в стил „Метро“ и интерфейса за настолни компютри) и потенциалните последици за поверителността на разширеното използване на онлайн услуги. Към февруари 2020 г. пазарният дял на Windows 8.1 е 4,82%.